# RFHIC
RFHIC 주식회사는 무선통신 및 방위 산업에서 활용되는 GaN(질화갈륨)트랜지스터/전력증폭기를 생산/판매하는 대한민국의 화학 기업이다.

## 같이 보기
- 질화갈륨